# Chatham-eilandkaka
De Chatham-eilandkaka (Nestor chathamensis)  is een uitgestorven soort waarvan men denkt dat hij behoorde tot hetzelfde geslacht als de kaka (Nestor meridionalis),  familie Strigopidae, een kleine groep van inheemse papegaaiensoorten in Nieuw-Zeeland.

## Verspreiding en leefgebied
De Chatham-eilandkaka was een in bossen levende vogel die ongeveer even groot was als de ondersoort Nestor meridionalis septentrionalis van de kaka, die leeft op het Noordereiland. De soort kwam alleen voor op de Chathameilanden en had daar geen natuurlijke vijanden. Dergelijke eilandbewonende vogels waren vaak slechte vliegers.

## Uitgestorven
De vogel is alleen bekend van enkele jongfossiele botjes en heeft geen wetenschappelijke soortnaam. De Chatham-eilandkaka stierf uit voor de komst van de Europese kolonisten, waarschijnlijk rond 1550 toen de eerste Polynesische volken arriveerden.